# 豊中市消防局
豊中市消防局（とよなかししょうぼうきょく）は、大阪府豊中市が設置する消防局。管轄区域は豊中市全域と豊能郡能勢町。

## 概要
- 消防本部：豊中市岡上の町1-8-24
- 管内面積：135.35km2
- 職員定数：408人
- 消防署3カ所、出張所7カ所
- 主力機械（2023年4月1日現在）
  - 消防ポンプ自動車：15
  - 水槽付消防ポンプ自動車：3
  - 化学消防ポンプ自動車：4
  - はしご付消防ポンプ自動車：1
  - はしご付消防自動車：2
  - 小型動力ポンプ付水槽車：1
  - 小型動力ポンプ付積載車：1
  - 小型動力ポンプ：21
  - 救助工作車：4
  - 司令車：2
  - 指揮車：1
  - 調査車：1
  - 予防広報車：4
  - 支援車：1
  - 救急自動車：17

## 沿革
- 1948年　豊中市消防本部及び豊中市消防署を開設する。
- 1949年　豊南車庫を開設する。
- 1950年　服部出張所を開設する。救急業務を開始する。
- 1954年　消防本部・消防署庁舎が完成する。
- 1955年　豊能郡庄内町を編入合併する。庄内町消防本部及び消防署を庄内出張所とする。
- 1960年　豊南車庫を豊南出張所に改称する。
- 1966年　小曽根出張所を開設する。豊南出張所を廃止する。
- 1968年　消防署が北消防署と南消防署の2署制となる。
- 1969年　新千里出張所を開設する。
- 1970年　桜井谷出張所を開設する。
- 1972年　原田出張所を開設する。
- 1974年　蛍池出張所を開設する。
- 1977年　消防音楽隊が発足する。
- 1982年　消防本部・北消防署新庁舎が完成する。
- 1986年　服部出張所を開設する。
- 1993年　救急救命士による高規格救急車の運用を開始する。東泉丘出張所を開設する。
- 2000年　全ての救急車が高規格となる。
- 2004年10月　平成16年台風第23号豊岡市水災害に緊急消防援助隊を派遣した。
- 2011年3月19日　東北地方太平洋沖地震に伴う東日本大震災に緊急消防援助隊を派遣した。
- 2012年4月1日　北消防署に高度救助隊「HEART（HEAVY RESCUE TEAM）」を設置する。
- 2014年4月1日　北消防署に特別消火隊「FAST（Fire Attack Special Team）」を配置する。
- 2015年4月1日　能勢町の消防事務受託により能勢町分署を開設する。また、消防本部名を豊中市消防局に改名する。それに伴い能勢町分署に救助ポンプ車を１台購入し配置する。
- 2018年7月6日　平成30年7月豪雨に緊急消防援助隊を派遣した。
- 2019年4月1日　新千里消防署を設置。これに伴い消防署が北消防署・南消防署・新千里消防署の3署制となる。
- 2024年1月1日　能登半島地震に緊急消防援助隊を派遣した。

## 組織
- 本部 - 消防総務課、警防課、救急救命課、消防指令センター、予防課
- 消防署 - 予防広報担当、警備担当

## 消防署
| 消防署       | 住所             | 出張所                                                                  |
| ------------ | ---------------- | ----------------------------------------------------------------------- |
| 北消防署     | 岡上の町1-8-24   | 原田：原田元町3-9-6 螢池：螢池西町1-25-10 能勢町分署：能勢町宿野16番1号 |
| 南消防署     | 庄内幸町5-7-1    | 服部：服部本町4-1-7 小曽根：浜2-18-1                                    |
| 新千里消防署 | 新千里西町2-2-14 | 桜井谷：西緑丘1-1-14 東泉丘：東泉丘4-6-7                                |